# Пердасдефогу
Пердасдефогу (итал. Perdasdefogu) је насеље у Италији у округу Нуоро, региону Сардинија.
Према процени из 2011. у насељу је живело 2042 становника. Насеље се налази на надморској висини од 600 м.

## Становништво
Према резултатима пописа становништва 2011. у општини је живело 2.042 становника.
| 1931. | 1936. | 1951. | 1961. | 1971. | 1981. | 1991. | 2001. | 2011. |
| ----- | ----- | ----- | ----- | ----- | ----- | ----- | ----- | ----- |
| 1.294 | 1.375 | 1.742 | 2.260 | 2.859 | 2.770 | 2.544 | 2.331 | 2.042 |